# Карельський бобтейл
Карельський бобтейл (англ. Karelian bobtail, КАВ)  — порода кішок, що виникла природним шляхом у Карелії.

## Історія
Імовірно, в становленні цієї породи брала участь норвезька лісова кішка. Кішки були виявлені й описані фахівцями в 1991-1992 роках. Стандарт породи був зареєстрований CFF у 1992-1994 роках. Порода сьогодні визнана тільки в клубах WCF. Вона нечисленна й досить рідкісна.

## Характер
За характером та особливостями поводження карельський бобтейл близький до представників інших порід бобтейл.

## Зовнішній вигляд
Кішки карельського бобтейла — це сильні, стрункі тварини середньої величини з коротким хвостом (помпоном), вкритим подовженим хутром. Розрізняють короткошерстий і довгошерстий різновиди. Тіло квадратного формату, міцне, мускулясте. Кінцівки міцні, пропорційні. Задні помітно довші, ніж передні. Лапи округлі. Хвіст короткий (від 4 до 13 см), прямий або вигнутий, у вигляді помпона. Вкритий подовженим хутром.
Голова клиноподібна, має форму рівнобічного трикутника. Морда вузька. Вилиці високі. Щоки пласкі. Підборіддя вузьке, сильне. Ніс довгий, майже прямий. Чоло пласке, з ледь помітним переходом до прямого носа. Вуха від середніх до великих, високо й прямо поставлені. Очі середньої величини, овальні, косо поставлені. Колір очей від жовтого до зеленого, відповідає забарвленню.
Хутро тверде, блискуче, з багатим підшерстям. Довжина залежить від різновиду: коротка — у короткошерстих, середньої довжини — у напівдовгошерстих. Перевагу надають напівдовгошерстим.

### Забарвлення
Допускаються всі можливі колірні варіації забарвлення, крім сіамських та абіссинських.